# Открытый чемпионат Катара по теннису среди женщин
Открытый чемпионат Катара (англ. Qatar Total Open) — женский профессиональный международный теннисный турнир, проходящий в феврале в Дохе (Катар) на хардовых кортах Khalifa International Tennis and Squash Complex. Турнир относится к серии WTA 1000 с призовым фондом около 3,7 миллионов долларов и турнирной сеткой, рассчитанной на 56 участниц в одиночном разряде и 28 пар.

## Общая информация
История турнира
Открытый чемпионат Катара организован накануне сезона-2001, когда местные организаторы смогли договориться с WTA о создании у себя соревнования одной из базовых категорий местного тура в рамках февральского отрезка календаря. В 2004 году, когда финансовые проблемы постигли турнир в Скоттсдейле, катарские организаторы смогли поднять статус своего соревнования на одну ступень градации, а с 2008 года и довести его до высшей, заняв место турнира в Цюрихе.
Местный комплекс, впрочем, не ограничил своё присутствие в календаре проведением одного турнира: в 2008-10 годах Доха получила себе право проведения Итогового соревнования ассоциации, в связи с чем в последние два года этого периода взяла паузу в проведении Открытого чемпионата страны, но, дабы сохранить за собой старшую категорию тура, договорились с WTA и соседним турниром в Дубае о сохранении за арабской связкой двух лицензий категорий турниров — младшей премьер-серии и серии Premier 5, которыми турниры бы обменивались с трёхлетним циклом. Первая очередь дубайцев выпала на 2009-11 год, а катарцев — на 2012-14. С 2015 ао 2023 год турниры в Дохе и Дубае чередуют между собой статус каждый год: по чётным годам статус Премьер 5 достаётся турнире в Дохе, а по нечётным в Дубае. С 2024 года оба турнира проводятся в рамках серии WTA 1000.
Победительницы и финалистки
Среди победительниц турнира в одиночном разряде — пять первых ракеток мира: Мартина Хингис, Моника Селеш, Мария Шарапова, Жюстин Энен и Виктория Азаренко. Между 2003 и 2011 годом в одиночном соревновании весьма удачно играли представительницы России: было выиграно шесть из семи титулов и лишь четырежды кто-то, представляющий другую страну пробивался в финал. При этом турнир имеет достаточно широкий список победителей: за первые 13 розыгрышей чемпионата его выиграли десять разных теннисисток и ни одна из них не завоевала одиночный титул хотя бы трижды. В 2024 году Ига Свёнтек из Польши стала первой кому удалось выиграть турнир три раза (при этом подряд). В парном разряде список победительниц ещё шире: повторить свою победу на катарском соревновании удалось десяти спортсменкам. Турнир 2014 года определил новую первую ракетку парного рейтинга — Пэн Шуай благодаря титулу смогла обеспечить себе новый статус.

## Финалы турнира
| Год  | Победительница        | Финалистка         | Счёт           |
| ---- | --------------------- | ------------------ | -------------- |
| 2025 | Аманда Анисимова      | Елена Остапенко    | 6-4 6-3        |
| 2024 | Ига Свёнтек (3)       | Елена Рыбакина     | 7-6(8) 6-2     |
| 2023 | Ига Свёнтек (2)       | Джессика Пегула    | 6-3 6-0        |
| 2022 | Ига Свёнтек           | Анетт Контавейт    | 6-2 6-0        |
| 2021 | Петра Квитова (2)     | Гарбинье Мугуруса  | 6-2 6-1        |
| 2020 | Арина Соболенко       | Петра Квитова      | 6-3 6-3        |
| 2019 | Элизе Мертенс         | Симона Халеп       | 3-6 6-4 6-3    |
| 2018 | Петра Квитова         | Гарбинье Мугуруса  | 3-6 6-3 6-4    |
| 2017 | Каролина Плишкова     | Каролина Возняцки  | 6-3 6-4        |
| 2016 | Карла Суарес Наварро  | Елена Остапенко    | 1-6 6-4 6-4    |
| 2015 | Луция Шафаржова       | Виктория Азаренко  | 6-4 6-3        |
| 2014 | Симона Халеп          | Анжелика Кербер    | 6-2 6-3        |
| 2013 | Виктория Азаренко (2) | Серена Уильямс     | 7-6(6) 2-6 6-3 |
| 2012 | Виктория Азаренко     | Саманта Стосур     | 6-1 6-2        |
| 2011 | Вера Звонарёва        | Каролина Возняцки  | 6-4 6-4        |
| 2008 | Мария Шарапова (2)    | Вера Звонарёва     | 6-1 2-6 6-0    |
| 2007 | Жюстин Энен           | Светлана Кузнецова | 6-4 6-2        |
| 2006 | Надежда Петрова       | Амели Моресмо      | 6-3 7-5        |
| 2005 | Мария Шарапова        | Алисия Молик       | 4-6 6-1 6-4    |
| 2004 | Анастасия Мыскина (2) | Светлана Кузнецова | 4-6 6-4 6-4    |
| 2003 | Анастасия Мыскина     | Елена Лиховцева    | 6-3 6-1        |
| 2002 | Моника Селеш          | Тамарин Танасугарн | 7-6(6) 6-3     |
| 2001 | Мартина Хингис        | Сандрин Тестю      | 6-3 6-2        |

| Год  | Победительницы                           | Финалистки                               | Счёт              |
| ---- | ---------------------------------------- | ---------------------------------------- | ----------------- |
| 2025 | Жасмин Паолини Сара Эррани (2)           | У Фансянь Цзян Синьюй                    | 7-5 7-6(10)       |
| 2024 | Луиза Стефани Деми Схюрс (2)             | Кэролайн Доулхайд Дезире Кравчик         | 6-4 6-2           |
| 2023 | Кори Гауфф (2) Джессика Пегула (2)       | Людмила Киченок Елена Остапенко          | 6-4 2-6 [10-7]    |
| 2022 | Кори Гауфф Джессика Пегула               | Вероника Кудерметова Элизе Мертенс       | 3-6 7-5 [10-5]    |
| 2021 | Николь Мелихар Деми Схюрс                | Моника Никулеску Елена Остапенко         | 6-2 2-6 [10-8]    |
| 2020 | Се Шувэй (2) Барбора Стрыцова            | Габриэла Дабровски Елена Остапенко       | 6-2 5-7 [10-2]    |
| 2019 | Латиша Чан (2) Чжань Хаоцин (2)          | Анна-Лена Грёнефельд Деми Схюрс          | 6-1 3-6 [10-6]    |
| 2018 | Габриэла Дабровски Елена Остапенко       | Андрея Клепач Мария Хосе Мартинес Санчес | 6-3 6-3           |
| 2017 | Абигейл Спирс (2) Катарина Среботник (2) | Ольга Савчук Ярослава Шведова            | 6-3 7-6(7)        |
| 2016 | Чжань Хаоцин Чжань Юнжань                | Карла Суарес Наварро Сара Эррани         | 6-3 6-3           |
| 2015 | Ракель Копс-Джонс Абигейл Спирс          | Саня Мирза Се Шувэй                      | 6-4 6-4           |
| 2014 | Пэн Шуай Се Шувэй                        | Квета Пешке Катарина Среботник           | 6-4 6-0           |
| 2013 | Роберта Винчи (2) Сара Эррани            | Надежда Петрова Катарина Среботник       | 2-6 6-3 [10-6]    |
| 2012 | Лиза Реймонд Лизель Хубер                | Ракель Копс-Джонс Абигейл Спирс          | 6-3 6-1           |
| 2011 | Квета Пешке (2) Катарина Среботник       | Надежда Петрова Лизель Хубер             | 7-5 6-7(2) [10-8] |
| 2008 | Квета Пешке Ренне Стаббс                 | Кара Блэк Лизель Хубер                   | 6-1 5-7 [10-7]    |
| 2007 | Мария Кириленко Мартина Хингис           | Агнеш Савай Владимира Углиржова          | 6-1 6-1           |
| 2006 | Даниэла Гантухова Ай Сугияма             | Ли Тин Сунь Тяньтянь                     | 6-4 6-4           |
| 2005 | Алисия Молик Франческа Скьявоне          | Кара Блэк Лизель Хубер                   | 6-3 6-4           |
| 2004 | Светлана Кузнецова Елена Лиховцева       | Жанетта Гусарова Кончита Мартинес        | 7-6(4) 6-2        |
| 2003 | Джанет Ли Винна Пракуся                  | Мария Венто Кабчи Анжелик Виджайя        | 6-1 6-3           |
| 2002 | Жанетта Гусарова Аранча Санчес Викарио   | Каролин Вис Александра Фусаи             | 6-3 6-3           |
| 2001 | Роберта Винчи Сандрин Тестю              | Кристи Богерт Мириам Ореманс             | 7-5 7-6(4)        |